# Chambre de commerce et d'industrie de l'Arrondissement d'Avesnes
Avant la réorganisation des services consulaires, mise en place fin 2010, cette CCI était l'une des sept chambres de commerce et d'industrie du département du Nord.
Depuis le 1er janvier 2011 elle a fusionné avec les CCI de Cambrai et du Valenciennois pour former la chambre de commerce et d'industrie Nord de France.
Son siège, à Avesnes au 1 avenue Louis Loucheur, est désormais un des "sites de proximité" de la nouvelle CCI territoriale.

## Historique
- 20 - 27 novembre 2007 : Projet de fusion de la CCI avec la chambre de commerce et d'industrie du Cambrésis et celle de Valenciennes pour former la chambre de commerce et d'industrie du Hainaut-Cambresis.
- 12 mars 2009 : Décret no 2009-283 sur la fusion de cette chambre avec celle de Cambrai et de Valenciennes pour former en 2010 la chambre de commerce et d'industrie Nord de France.
- 21 décembre 2010 : Installation officielle de la CCI territoriale Nord de France.

## Pour approfondir